# Anthony Gordon
Anthony Michael Gordon (sinh ngày 24 tháng 2 năm 2001) là một cầu thủ bóng đá chuyên nghiệp người Anh thi đấu ở vị trí tiền vệ cho câu lạc bộ Newcastle United và đội tuyển bóng đá quốc gia Anh.

## Thời thơ ấu
Gordon sinh ra tại vùng đô thị Liverpool tại Merseyside, cùng người mẹ Nadine và cha là Keith Gordon. Anh là người có gốc là người Ireland và Scotland.

## Sự nghiệp câu lạc bộ

### Everton
Gordon gia nhập lò đào tạo trẻ của Everton khi mới 11 tuổi sau khi anh được giải phóng hợp đồng từ câu lạc bộ Liverpool. Vào ngày 6 tháng 12 năm 2017, Gordon có tên trong đội một của Everton tham dự UEFA Europa League trong trận đấu trên sân khách với câu lạc bộ Apollon Limassol. A ngày sau, anh có trận ra mắt đội một trong trận đấu đó, vào sân thay người ở phút thứ 88 trong chiến thắng 3–0.
Vào ngày 18 tháng 1 năm 2020, Gordon có trận ra mắt Premier League khi vào sân thay cho Bernard trong trận hòa 1-1 với West Ham United. Vào ngày 26 tháng 6, anh có trận ra mắt đầu tiên ở Premier League trong trận hòa 0–0 với câu lạc bộ Liverpool. Vào ngày 1 tháng 9, Gordon đã ký hợp đồng hợp đồng mới có thời hạn 5 năm với Everton.
Vào ngày 1 tháng 2 năm 2021, Gordon chuyển sang Preston North End dưới dạng cho mượn trong phần còn lại của mùa giải 2020–21. Năm ngày sau, anh có trận ra mắt cho Preston, được đưa vào đội hình xuất phát trong trận thua 2-1 trên sân nhà trước Rotherham United.
Vào ngày 16 tháng 12, Gordon có pha kiến tạo đầu tiên cho Everton khi Jarrad Branthwaite ghi bàn từ quả đá phạt trực tiếp trong trận hòa 1-1 với Chelsea. Vào ngày 2 tháng 1 năm 2022, anh ghi bàn thắng đầu tiên cho Toffees trong trận thua 3–2 trước Brighton & Hove Albion. Vào ngày 12 tháng 2, trong chiến thắng 3–0 trước Leeds United, anh đã kiến tạo cho Michael Keane ghi bàn thắng thứ hai cho Everton, trước khi ghi bàn thứ ba trong hiệp hai. Và vào ngày 9 tháng 4, Gordon ghi bàn thắng duy nhất của trận đấu trong chiến thắng tối thiểu trước Manchester United.
Gordon ghi bàn thắng đầu tiên cho Everton trong trận đối đầu với Brentford và Leeds United. Anh ấy đã bị treo giò trong trận đấu với Tottenham Hotspur, vì tích lũy thẻ vàng, và trở lại trong trận thua 0-1 trước Newcastle United. Anh ta đã xô xát với Kieran Trippier, dẫn đến đối đầu với Fabian Schär, dẫn đến việc cả hai cầu thủ đều bị phạt thẻ. (Ba cầu thủ đã đoàn tụ ngay sau khi anh chuyển đến Newcastle, điều này được ghi nhận vì sự tương tác khó xử của Gordon với Schär.) Trong trận đấu tiếp theo, anh ghi bàn thắng thứ hai cho Everton trong chiến thắng 3–0 trước Crystal Palace . Chấn thương khiến anh phải nghỉ thi đấu 3 trận và trong lần xuất hiện cuối cùng của anh cho Toffees, anh đã vào sân với tư cách là vào sân thay người ở phút 69 trước Southampton. Sau trận đấu, anh ấy và Yerry Mina đã bị một bộ phận nhỏ quấy rối của những người ủng hộ Everton. Trong kỳ chuyển nhượng tháng 1, Sky Sports đưa tin Gordon đã không đến tập luyện để buộc phải rời câu lạc bộ để đến câu lạc bộ đồng hương ở Premier League là Newcastle. Gordon sau đó bày tỏ rằng anh rất thất vọng trước cách cư xử cộc lốc mà Everton thông báo về sự ra đi của anh và nói rằng anh "là một phần quan trọng trong giữ vững câu lạc bộ" trong mùa giải trước.

### Newcastle United
Vào ngày 29 tháng 1 năm 2023, Gordon gia nhập Newcastle United theo một bản hợp đồng dài hạn, sau khi gửi yêu cầu chuyển nhượng chính thức tới câu lạc bộ trước đó là Everton. phí chuyển nhượng được báo cáo bởi BBC Sport là số tiền ban đầu là 40 triệu bảng, có khả năng tăng lên 45 triệu bảng cho các tiện ích bổ sung. Anh ra mắt vào ngày 4 Tháng 2 vào sân thay người ở phút 69 trong trận hòa 1-1 trên sân nhà trước West Ham United. Bật Ngày 4 tháng 3, Gordon lần đầu tiên có tên trong đội hình xuất phát trong trận thua 0-2 trước Manchester City, nhưng bị tung vào sân ở phút 62, và chấn thương mắt cá chân sẽ khiến anh ấy phải bỏ lỡ hai trận đấu tiếp theo. Sau khi trở lại trong chiến thắng 2–0 trước Manchester United, anh chủ yếu được tung vào sân thay người. Vào ngày 8 tháng 4, trong trận đấu với Brentford, anh vào sân trong hiệp một nhưng đã bị thay ra khỏi sân. Anh ấy phản ứng giận dữ với người quản lý Eddie Howe, người sau đó giải thích rằng Gordon đã rời sân để đề phòng vì chấn thương mắt cá chân của anh ấy. Mong đợi sự tiếp đón thù địch khi anh ấy trở lại Goodison Park vào ngày 27 tháng 4, đóng góp của anh ấy cuối cùng là rất ít, trận đấu đã thắng khi Newcastle dẫn trước 4–1. Vào ngày 28 tháng 5 , Gordon ghi bàn thắng đầu tiên cho câu lạc bộ trong trận hòa 1-1 với Chelsea.
Vào ngày 12 tháng 8, Gordon kiến tạo cho Sandro Tonali ghi bàn mở tỉ số trong chiến thắng 5–1 trước Aston Villa.
Vào ngày 27 tháng 8 năm 2023, Gordon ghi bàn thắng đầu tiên trên sân nhà cho Newcastle trong trận thua 2-1 trước câu lạc bộ thời thơ ấu Liverpool. Vào ngày 2 tháng 12, anh ghi bàn thắng duy nhất trong chiến thắng 1–0 trước Manchester United, sánh ngang với kỷ lục của Alan Shearer năm 1999 khi ghi bàn trong bốn trận sân nhà liên tiếp ở giải VĐQG.

## Sự nghiệp quốc tế
Từng đại diện cho đất nước của mình ở cấp độ U18 và U19, Gordon đã có trận ra mắt cho Đội tuyển bóng đá U-20 quốc gia Anh trong chiến thắng 2–0 trước Xứ Wales tại St George's Park vào ngày 13 tháng 10 năm 2020.
Vào ngày 5 tháng 11 năm 2021, Gordon lần đầu tiên được triệu tập lên U-21 Anh và ghi hai bàn trong trận ra mắt, chiến thắng 3–1 trước Cộng hòa Séc tại Turf Moor trong Vòng loại Giải vô địch U21 châu Âu UEFA 2023 vào ngày 11 tháng 11 năm 2021.
Vào ngày 14 tháng 6 năm 2023, Gordon được đưa vào đội tuyển Anh tham dự Giải vô địch U-21 châu Âu năm 2023. Anh ghi bàn trong chiến thắng ở vòng bảng trước Israel và cũng ghi bàn thắng duy nhất trong trận tứ kết vào lưới Bồ Đào Nha. Vào ngày 8 tháng 7 năm 2023, Gordon bắt đầu ở chung kết với tư cách là Anh đánh bại Tây Ban Nha để nâng cúp. Gordon đã được vinh danh là cầu thủ xuất sắc nhất giải đấu và đồng thời cũng được chọn vào Đội hình tiêu biểu của giải đấu.

## Cuộc sống cá nhân
Gordon có một cô bạn gái tên là Annie Keating. Sau đó anh đã trở thành cha vào năm 2023.

## Thống kê sự nghiệp

### Câu lạc bộ
Tính đến 25 tháng 5 năm 2025
| Câu lạc bộ               | Mùa giải            | Giải đấu            | Giải đấu | Giải đấu | FA Cup | FA Cup | EFL Cup | EFL Cup | Châu Âu | Châu Âu | Khác | Khác | Tổng cộng | Tổng cộng |
| Câu lạc bộ               | Mùa giải            | Hạng đấu            | Trận     | Bàn      | Trận   | Bàn    | Trận    | Bàn     | Trận    | Bàn     | Trận | Bàn  | Trận      | Bàn       |
| ------------------------ | ------------------- | ------------------- | -------- | -------- | ------ | ------ | ------- | ------- | ------- | ------- | ---- | ---- | --------- | --------- |
| Everton                  | 2017–18             | Premier League      | 0        | 0        | 0      | 0      | 0       | 0       | 1       | 0       | —    | —    | 1         | 0         |
| Everton                  | 2018–19             | Premier League      | 0        | 0        | 0      | 0      | 0       | 0       | —       | —       | —    | —    | 0         | 0         |
| Everton                  | 2019–20             | Premier League      | 11       | 0        | 0      | 0      | 1       | 0       | —       | —       | —    | —    | 12        | 0         |
| Everton                  | 2020–21             | Premier League      | 3        | 0        | 2      | 0      | 2       | 0       | —       | —       | —    | —    | 7         | 0         |
| Everton                  | 2021–22             | Premier League      | 35       | 4        | 4      | 0      | 1       | 0       | —       | —       | —    | —    | 40        | 4         |
| Everton                  | 2022–23             | Premier League      | 16       | 3        | 1      | 0      | 1       | 0       | —       | —       | —    | —    | 18        | 3         |
| Everton                  | Tổng cộng           | Tổng cộng           | 65       | 7        | 7      | 0      | 5       | 0       | 1       | 0       | —    | —    | 78        | 7         |
| U-21 Everton             | 2018–19             | —                   | —        | —        | —      | —      | —       | —       | —       | —       | 1    | 0    | 1         | 0         |
| U-21 Everton             | 2019–20             | —                   | —        | —        | —      | —      | —       | —       | —       | —       | 3    | 1    | 3         | 1         |
| U-21 Everton             | Tổng cộng           | Tổng cộng           | —        | —        | —      | —      | —       | —       | —       | —       | 4    | 1    | 4         | 1         |
| Preston North End (mượn) | 2020–21             | Championship        | 11       | 0        | —      | —      | —       | —       | —       | —       | —    | —    | 11        | 0         |
| Newcastle United         | 2022–23             | Premier League      | 16       | 1        | —      | —      | —       | —       | —       | —       | —    | —    | 16        | 1         |
| Newcastle United         | 2023–24             | Premier League      | 35       | 11       | 4      | 1      | 3       | 0       | 6       | 0       | —    | —    | 48        | 12        |
| Newcastle United         | 2024–25             | Premier League      | 34       | 6        | 2      | 1      | 6       | 2       | —       | —       | —    | —    | 42        | 9         |
| Newcastle United         | Tổng cộng           | Tổng cộng           | 85       | 18       | 6      | 2      | 9       | 2       | 6       | 0       | —    | —    | 106       | 22        |
| Tổng cộng sự nghiệp      | Tổng cộng sự nghiệp | Tổng cộng sự nghiệp | 161      | 25       | 13     | 2      | 14      | 2       | 7       | 0       | 4    | 1    | 197       | 30        |

1. ↑  Số lần ra sân tại UEFA Europa League
2. 1 2  Số lần ra sân tại EFL Trophy
3. ↑  Số lần ra sân tại UEFA Champions League

### Quốc tế
Tính đến 7 tháng 6 năm 2025
| Đội tuyển quốc gia | Năm       | Trận | Bàn |
| ------------------ | --------- | ---- | --- |
| Anh                | 2024      | 9    | 1   |
| Anh                | 2025      | 2    | 0   |
| Tổng cộng          | Tổng cộng | 11   | 1   |

Tính đến 17 tháng 11 năm 2024
Điểm số của đội tuyển Anh được liệt kê đầu tiên, cột điểm số cho biết điểm số sau mỗi bàn thắng của Gordon
| No. | Ngày                 | Địa điểm                          | Lần ra sân | Đối thủ          | Bàn thắng | Kết quả | Giải đấu                    | Nguồn  |
| --- | -------------------- | --------------------------------- | ---------- | ---------------- | --------- | ------- | --------------------------- | ------ |
| 1   | 17 tháng 11 năm 2024 | Sân vận động Wembley, London, Anh | 9          | Cộng hòa Ireland | 2–0       | 5–0     | UEFA Nations League 2024–25 | [ 64 ] |

## Danh hiệu
Newcastle United
- EFL Cup: 2024–25[65]

U-21 Anh
- UEFA European Under-21 Championship: 2023[49]

Anh
- UEFA European Championship á quân: 2024

Cá nhân
- CEE Cup Cầu thủ xuất sắc nhất giải đấu: 2017[66]
- Cầu thủ xuất sắc nhất giải U21 châu Âu của UEFA: 2023[51]
- Đội hình tiêu biểu tại U21 châu Âu của giải đấu UEFA: 2023[52]